# Zhang Yesui

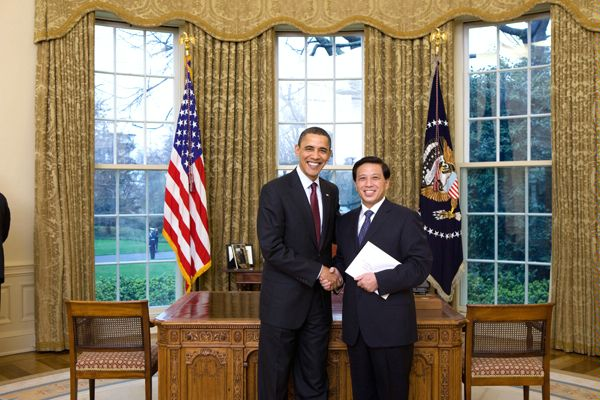
Zhang Yesui akkreditiert sich bei US-Präsident Barack Obama als neuer chinesischer Botschafter, 29. März 2010.

Zhang Yesui (chinesisch 张业遂, Pinyin Zhāng Yèsuì, W.-G. Chang Yehsui; * 1. Oktober 1953 in Provinz Hubei, Volksrepublik China) ist ein Diplomat der Volksrepublik China, Mitglied der Kommunistischen Partei Chinas und stellvertretender chinesischer Außenminister.

## Leben
Zhang Yesui studierte an der Pekinger Fremdsprachenuniversität und an der London School of Economics and Political Science. Er trat in den auswärtigen Dienst der Volksrepublik China und wurde an der Botschaft in London beschäftigt. Anschließend wurde er in der Abteilung internationale Organisationen im Außenministerium in Peking beschäftigt. Von 1996 bis 2000 war er Zeremonienmeister des Außenministeriums in Peking. Von 2000 bis 2003 leitete er die Abteilung Personal und Protokoll. Von 2003 bis 2008 war er stellvertretender Außenminister und widmete sich den Themen Forschungspolitik, Afrika, Europa, Nordamerika, Ozeanien, Rüstungskontrolle, internationale Gesetze und Abkommen.
Vom 10. Oktober 2008 bis 3. März 2010 saß er auf den ständigen Sitz der Volksrepublik China im UN-Sicherheitsrat. Seit 2013 ist er stellvertretender chinesischer Außenminister.
Zhang Yesui ist mit Chen Naiqing verheiratet; sie haben eine Tochter. Von 1988 bis 1992 waren Zhang und seine Frau Gesandtschaftsräte beim UN-Hauptquartier. Beide waren Delegierte bei den Sechs-Parteien-Gesprächen. Seit 2012 ist er Nachrückmitglied des Zentralkomitees der Kommunistischen Partei Chinas.